# Espèce synurbique

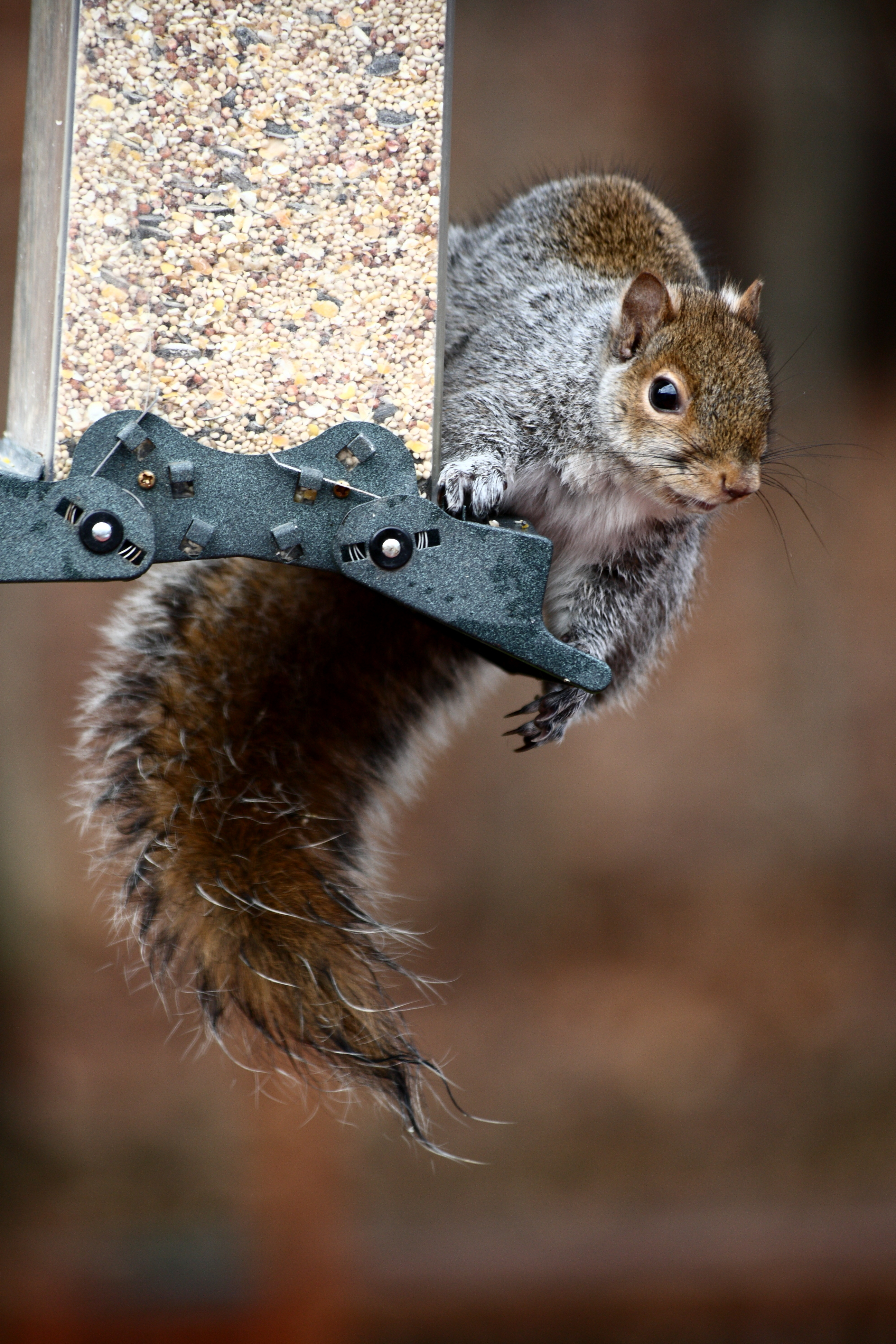
L'écureuil est une espèce synurbique capable d'accéder aux mangeoires d'oiseaux.

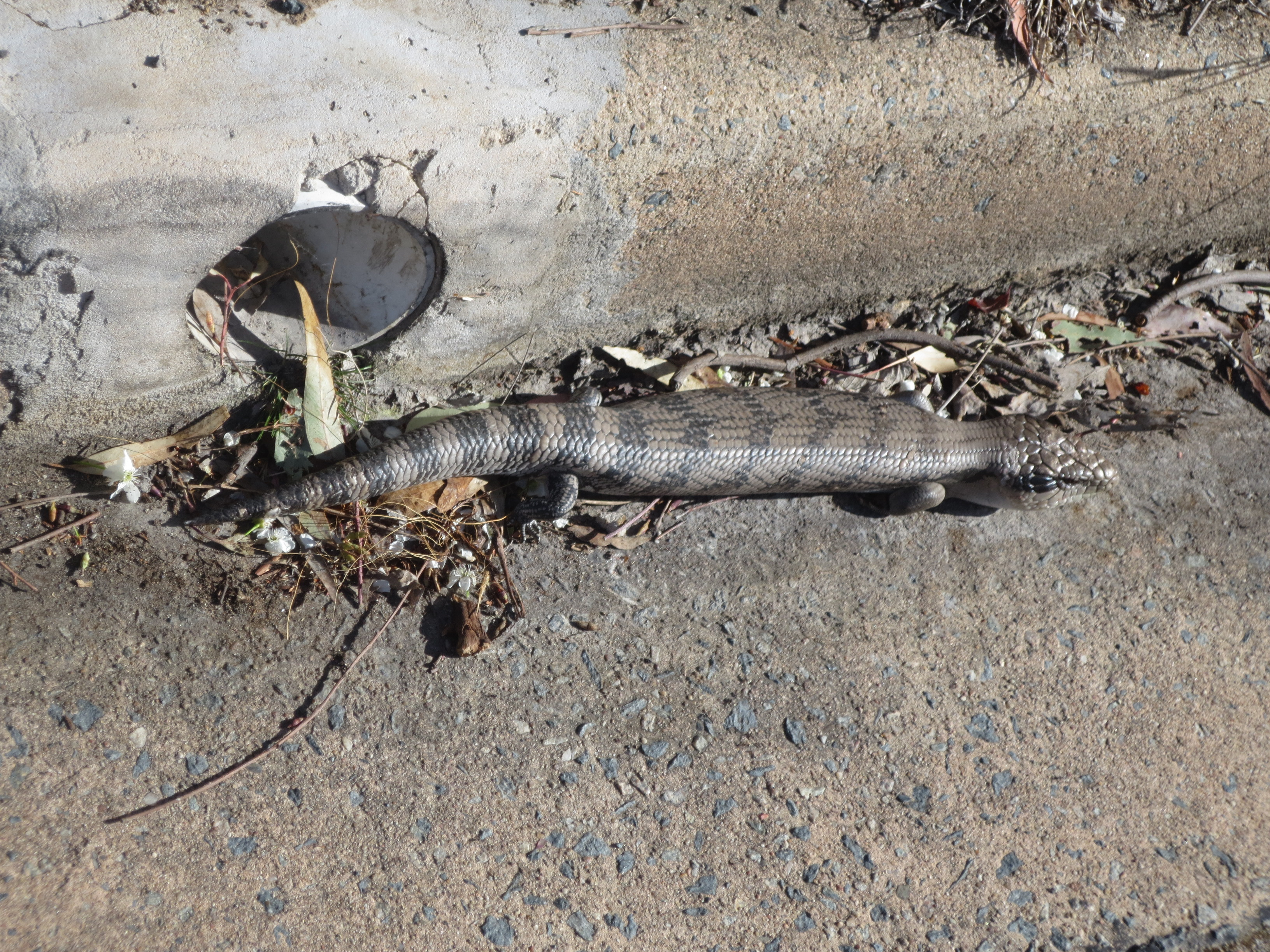
Scinque à langue bleue dans la rue d'une banlieue de Canberra.

Les espèces synurbiques sont des populations d'êtres vivants (flore urbaine, faune urbaine) dont la densité est plus élevée en milieu urbain qu’en milieu naturel, participant ainsi à la richesse de la biodiversité urbaine. Ce terme est utilisé pour caractériser des populations plutôt qu’une espèce car celle-ci peut contenir différentes populations synurbiques ou non en fonction de leur localisation. Il est évidemment possible qu’une espèce ne comporte que des populations synurbiques et dans ce cas-là, on emploie le terme synurbique pour l’ensemble de l’espèce.
Il est important aussi de distinguer synurbique du terme synanthrope. Une espèce est dite synanthrope si elle est associée au mode de vie humain, tire profit de création humaine (par exemple, une habitation) et non domestiquée. On observe alors une explosion de démographie pour les populations de ces espèces vivant au contact de nombreuses activités anthropogéniques, tel qu’en milieu urbain. Le synurbisme est lui lié aux particularités de l’écosystème urbain, que ce soit pour les facteurs empêchant ou favorisant la vie.

## Éléments historiques
« L’intérêt pour la biodiversité urbaine est relativement récent en France puisque cette question ne mobilise les chercheurs que depuis les années 1980. Pourtant, les villes concentrent sur une surface souvent restreinte une biodiversité particulière et une proportion grandissante d’habitants (aujourd’hui, la moitié de la population mondiale vit dans les villes, contre 12 % il y a 100 ans, et d’ici 30 à 50 ans, les villes abriteront environ 5 milliards habitants). Les écologues et naturalistes s’accordent à dire qu’une prise en compte des environnements les plus perturbés tels que les milieux urbains est importante lorsqu’on étudie les possibilités de conservation de la biodiversité. Il y a donc, en ville, de réels enjeux de gestion de la biodiversité : maintenir les populations viables de nombreuses espèces d’une part, sensibiliser les citadins si l’on souhaite mettre en place des actions efficaces de conservation de la biodiversité d’autre part, ».

## Le milieu urbain
Il existe plusieurs définitions pour ce mot. Pour MacGregor-Fors, il s’agit d’une zone, dont la plupart de la superficie est recouverte d’une surface imperméable, habitée de plus de 10 habitants par hectare et desservie par plusieurs services publics. 

### Un milieu particulier
Deux différences abiotiques majeures qui caractérisent le milieu urbain du milieu rural sont le pourcentage de surfaces imperméable et la température. 

#### Surfaces imperméables
La majorité des revêtements des villes est non-naturel. La plupart du temps, l’asphalte ou le béton ont remplacé le sol naturel qui est en grande partie composé de nature vivante.
Ainsi, 80 % des zones de centres urbains sont recouverts de surfaces imperméables ce qui laisse peu d’espaces à la végétation pour se développer. La végétation étant des éléments clés de la plupart, si pas tous, des écosystèmes terrestres, ce facteur a un impact non négligeable sur l’installation d’espèces animales en ville. 

#### Îlots de chaleur urbain
De plus, ces revêtements jouent un rôle important dans la création de ce qu’on appelle l’îlot de chaleur urbain, « un secteur urbanisé où les températures sont plus élevées que dans les secteurs environnants », qui peut atteindre jusqu’à 12 °C de plus que dans les zones rurales environnantes dans certaines villes. On note ainsi 4 facteurs participant à sa formation :
- Les surfaces qui en fonction de leur capacité à absorber les rayons du soleil, accumulent et libèrent ensuite une certaine quantité de chaleur. Tous les matériaux utilisés dans le revêtement urbain présentent une grande capacité à accumuler les rayons du soleil et libérer de la chaleur.
- Le manque de végétation et de points d’eau qui normalement, permettent la dissipation de la chaleur par phénomène d’évapotranspiration.
- L’activité humaine en général, comme l’utilisation d’usine, de climatisation, génère de la chaleur qui est relâchée dans la zone d’activité.
- L’architecture des villes et ses bâtiments augmente les surfaces d’absorption des rayons solaires, ceux-ci sont donc capturés et réchauffent les bâtiments. Cette chaleur qui est censée se dissiper la nuit, est alors piégée par une couche d’air frais au-dessus de ces bâtiments et le refroidissement nocturne de la ville ne peut s’opérer.

### L’écosystème urbain
L’écosystème urbain est décrit par deux composantes : les zones de végétation (habitat) et les zones imperméabilisées et construites (la matrice urbaine). L'urbanisation est une des causes majeures de l'érosion de la biodiversité. Elle induit des fragmentation d'habitats qui subsistent sous forme de taches d'habitats, « îlots de nature » en ville qui constituent des réservoirs de biodiversité mais contribuent aussi à l'homogénéisation biotique de la biodiversité (processus qui contribue à la disparition d'espèces rares, spécialisées voire endémiques, et à l'introduction d'espèces bien répandues, généralistes et/ou exotiques voire envahissantes),. Cette fragmentation induit en effet une diminution de la connectivité et de la dispersion des espèces, ce qui a d'importantes conséquences sur la biodiversité à travers ses effets sur la démographie et la génétique des populations (diminution de la diversité alpha et augmentation de l'abondance des espèces synurbiques). Néanmoins, différents facteurs permettent d'expliquer la diversité animale et végétale du milieu urbain : « importante diversité d'habitats, caractéristiques mésologiques qui favorisent certaines espèces spécialistes, existence d’espaces soustraits à la fréquentation (friche industrielle ou ferroviaire) ».
« Ces taches d'habitat correspondent essentiellement à de grandes surfaces boisées (forêts) ou arbustives (garrigues, landes) ou herbacées (prairies) ou aquatiques (étangs) ou humides (marais) »
Le milieu urbain englobe ainsi plusieurs écosystèmes : des rues bordées d’arbres, des parcs, des forêts urbaines, des zones humides, des cours d’eau et des lacs. Chacun de ses écosystèmes comporte des caractéristiques végétales et de sol différentes et accueille une certaine population animale et végétale. L’ensemble de ces écosystèmes sont souvent comparés à ceux semblables que l’on retrouve en milieu naturel et qui servent de « point de référence ». Plusieurs études ont permis de mettre en évidence aussi bien les avantages que les désavantages que présentent les écosystèmes urbains pour les organismes qui y vivent.  

#### Composantes négatives
- Ainsi, plusieurs facteurs affectent négativement la biodiversité locale. De manière évidente, l’abondance de surface imperméable limite le développement de la végétation. Couplé au désherbage des arbustes et à l’augmentation des pelouses, on assiste alors à une simplification de la structure végétale, ce qui affecte négativement les populations d’organismes qui y sont liées[6].
- Les activités humaines constituent aussi une source de stress pour les organismes qui sont parfois obligés de modifier leur comportement pour y échapper, comme en passant d’un mode de vie diurne à nocturne, changement surtout remarqué chez les grands prédateurs[14].
- Les milieux urbains sont aussi des points chauds d’introduction d’espèces exotiques, parfois invasives et véhiculées par les flux humains, qui peuvent supplanter certaines espèces locales et mener à leurs disparitions[6].

#### Composantes positives
- D’un autre côté, la disparité de l’utilisation du territoire urbain et des espèces végétales à une petite échelle géographique offre une grande diversité d’habitat, ce qui permet dans certains cas d’accueillir une plus grande diversité que dans les aires rurales environnante. Cela crée aussi des différences importantes de diversité béta entre ces deux milieux, plus élevée en zone urbaine.
- De plus, en ce qui concerne les espèces végétales, on retrouve souvent une plus grande productivité primaire en milieu urbain dû à une plus grande abondance de fertilisants, d’eau et des températures plus douces en saisons froides. L’augmentation de la productivité primaire résulte souvent en une augmentation de la diversité.
- Les écosystèmes urbains sont aussi souvent caractérisés par une abondance de nourriture, souvent dû aux déchets alimentaires qui constituent une ressource facilement accessible pour bon nombre d’animaux, qui peut attirer et soutenir une grande population animale[15]
- Il est aussi souvent admis qu’il y a un manque de prédateurs en milieu urbain qui permet le développement de grande population de leurs proies

## L’expansion du milieu urbain et ses impacts

### L’urbanisation mondiale
Il s’agit d’un phénomène assez récent dans l’histoire de l’humanité. Son origine date d’il y a approximativement 12 000 ans. À cette époque, les avancées en agriculture ont mené les Hommes à se regrouper en village et villes, dont la densité n’a par la suite cessé d’augmenter.
Avant le XVIIe siècle, 5 % de la population mondiale habitait en ville. Au XVIIIe siècle, ce pourcentage grimpe à 7 % puis à 16 % au XXe siècle. C’est à partir de cette période que le phénomène a pris de l’ampleur et a commencé à suivre une croissance exponentielle. En effet, on estime que d’ici 2030, l’humanité comptera 8,5 milliards d’habitants dont 60 % vivront en milieu urbain. La plupart du développement urbain est prévu dans des zones déjà hautement affectées par l’activité humaine, augmentant ainsi les effets déjà ressentis sur les bassins versants, habitats naturels et ressources en eaux disponibles.
Non seulement, l’impact se fait ressentir à l’endroit même de l’expansion de la zone urbaine, mais aussi à une plus grande distance. En effet, une ville en expansion est une ville dont les besoins sont aussi en expansion. Pour répondre à cette demande grandissante, on détruit des habitats naturels pour les transformer par exemple, en champs. On observe alors une fragmentation du territoire qui conduit à l’isolation de la biodiversité.

### Les espèces synurbiques
Comme décrit précédemment, les espèces synurbiques tirent profit des écosystèmes urbains pour s’y développer de manière importante, jusqu’à dépasser la densité des populations dites naturelles. Ce phénomène est surtout répertorié pour les mammifères et les oiseaux. Ainsi, en Europe, l’écureuil (Sciurus vulgaris), le renard roux (Vulpes vulpes) ou encore le faucon pèlerin (Falco peregrinus) ont vu leur population urbaine augmentée ces dernières années[réf. souhaitée].

### Processus de synurbisation
Il s’agit donc du processus qui conduit à la création d’une espèce synurbique, le terme synurbisation désignant phénomène d’adaptation d’une population à un environnement urbain. Il est étroitement lié aux effets actuels de l’urbanisation mondiale sur la vie sauvage. En effet, l’urbanisation détruit et menace l’habitat de la plupart de la faune et de la flore mais en crée aussi. Ceux-ci constituent des nouvelles niches écologiques libres d’être colonisées. Ces niches agissent comme un aimant qui attire toutes sortes de populations aux alentours.
Cependant, seules celles capables d’outrepasser les barrières écologiques que posent ce milieu sont capables de coloniser cette niche. Pour cela, les individus colonisateurs doivent présenter certaines caractéristiques. Typiquement, les espèces synurbiques sont à l’origine d’individus présentant une amplitude écologique (« distingue et estime une étendue des valeurs d'un facteur écologique donné permettant la vie d'un organisme donné ») large, une plasticité comportementale et dans l’utilisation de l’habitat et une tolérance aux perturbations liées aux activités humaines. Ainsi des animaux capables d’exploiter différents types d’habitats au sein de leur aire de répartition et dont le régime alimentaire est varié, ont plus de chance de s’établir avec succès en milieu urbain.
La colonisation d’une nouvelle niche implique aussi régulièrement un changement de phénotype. Il a été plusieurs fois mis en évidence qu’une population synurbique différait par plusieurs caractéristiques d’une population naturelle.

#### Différence entre populations urbaines et rurales
Plusieurs études ont permis de mettre en évidence que les populations rurales et urbaines d’une même espèce présentaient des différences notoires au niveau de leur trait d’histoire de vie (Théorie des histoires de vie). C’est évidemment affecté par le changement d’habitat car la sélection naturelle favorise les traits d’histoire les plus appropriés à celui-ci. 
Les changements les plus répertoriés, pour des populations de mammifères et d’oiseaux européens, sont les suivants : 
- La diminution des prédateurs et des espaces habitables verts causent l’augmentation de la densité des populations et une diminution des espaces occupés par des individus apparentés.
- L’augmentation de la densité mène à un comportement plus agressif envers les animaux de la même espèce.
- Les conditions hivernales plus douces en ville, notamment grâce aux températures plus élevées, couplées à l’abondance de nourriture provenant des déchets anthropiques, permettent de passer l’hiver en ville. Dès lors, il y a une réduction du comportement migratoire pour ces populations.
- Les mêmes raisons permettent aussi une saison de reproduction plus longue pour les populations urbaines.
- Le taux de mortalité étant plus faible en milieu urbain (plus de nourriture, hiver plus doux, mode de vie à tendance sédentaire), les individus sont moins soumis aux processus de sélection naturelle. Ainsi, il y a une plus grande proportion d’animaux qui ne survivrait en milieu naturel, tels que des albinos, en ville.
- Le milieu urbain est caractérisé par une période d’éclairage plus important lié à l’éclairage artificiel qui provoque une élongation du cycle circadien. Cela peut mener à l’apparition d’activités nocturnes pour certaines espèces qui sont normalement exclusivement diurnes.
- Changement dans la composition des nids, dans lesquels on retrouve des composants d’origine anthropique, comme des mégots de cigarettes pour leurs propriétés antiparasitaires[20].
- L’abondance des ressources modifie aussi le comportement alimentaire des espèces urbaines.
- On observe aussi une réduction de la distance de fuite pour ces animaux qui montrent ainsi une plus grande docilité envers les humains et leurs activités.

### Exemple d’espèces synurbique et des avantages dont elles profitent

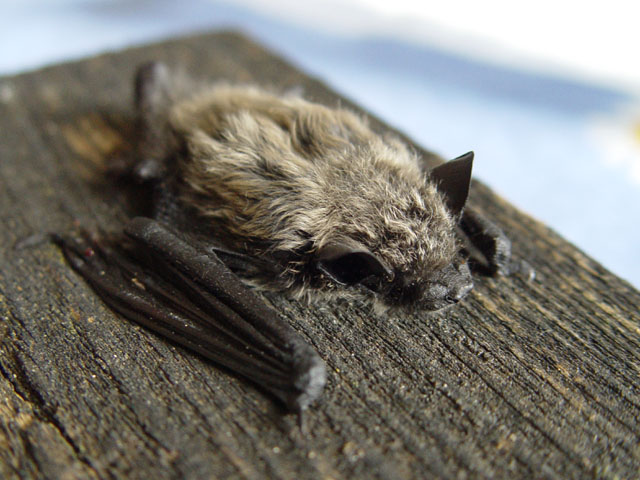
Pipistrelle de Kuhl (Pipistrellus kuhlii)

#### La Pipistrelle de Kuhl
Cette espèce de chauve-souris (Pipistrellus kuhlii) a été décrite en 2014 comme une espèce possédant une meilleure fitness en milieu urbain et donc, profitant de ses caractéristiques. Il a ainsi été mis en évidence que l’ilot de chaleur urbain en provoquant une sortie d’hibernation et l’ovulation anticipée ainsi qu’une apparition de proie plus tôt qu’en milieu naturel, permettait la parturition plus tôt dans la saison. Cela permet ainsi à la progéniture d’avoir plus de temps de se développer avant l’hiver et donc, d’accumuler plus de ressources pour y survivre, mais aussi aux femelles d’atteindre plus rapidement la maturité sexuelle.  
Une baisse du taux de mortalité chez les jeunes associée à une maturité sexuelle des femelles plus rapide mène ainsi à une croissance démographique plus importante en milieu urbain que rural.
D’autres facteurs bénéficient aussi à cette espèce de chauve-souris insectivore. Bien que les insectes soient plus rares en ville qu’en milieu rural, l’éclairage artificiel constitue un avantage particulier dans leur accès à la nourriture. En effet, l’éclairage urbain attire et concentre les insectes sous les sources de lumière et inhibe leurs réponses anti-prédateurs. Dès lors, ces lieux d’éclairage constituent des zones de chasses accessible, avec un taux de capture élevé et une source de nourriture de haute qualité pour ces mammifères. Des chercheurs ont ainsi mis en évidence chez d’autres espèces de chauve-souris, que ces zones représentaient des lieux où l’apport énergétique brut était égal voir supérieur aux zones naturelles considérées comme très productive.

#### La couleuvre d’eau

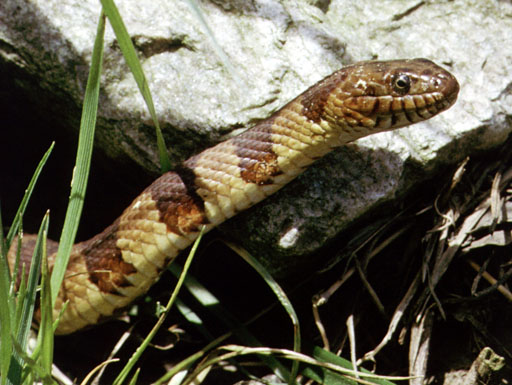
Couleuvre d'eau

Largement répartie en Amérique du Nord, ce serpent (Nerodia sipedon) a fait l’objet d’une étude afin de déterminer son utilisation de l’habitat et sa préférence entre le milieu naturel et urbain. Après avoir suivi une population ayant autant accès aux deux milieux, la conclusion de l’étude était que la couleuvre d’eau était plus abondante en milieu urbain. Ils ont remarqué que les femelles gravides utilisaient plus souvent des substrats artificiels, tels que des plaques de métal, que naturels car ils fournissaient des meilleures conditions thermiques, les serpents étant des animaux à sang froids. Un autre avantage de cette utilisation du milieu urbain est l’accès à une quantité plus importante de nourriture car le cours d’eau qui le traversait contient des élevages de truites.

#### Le merle noir

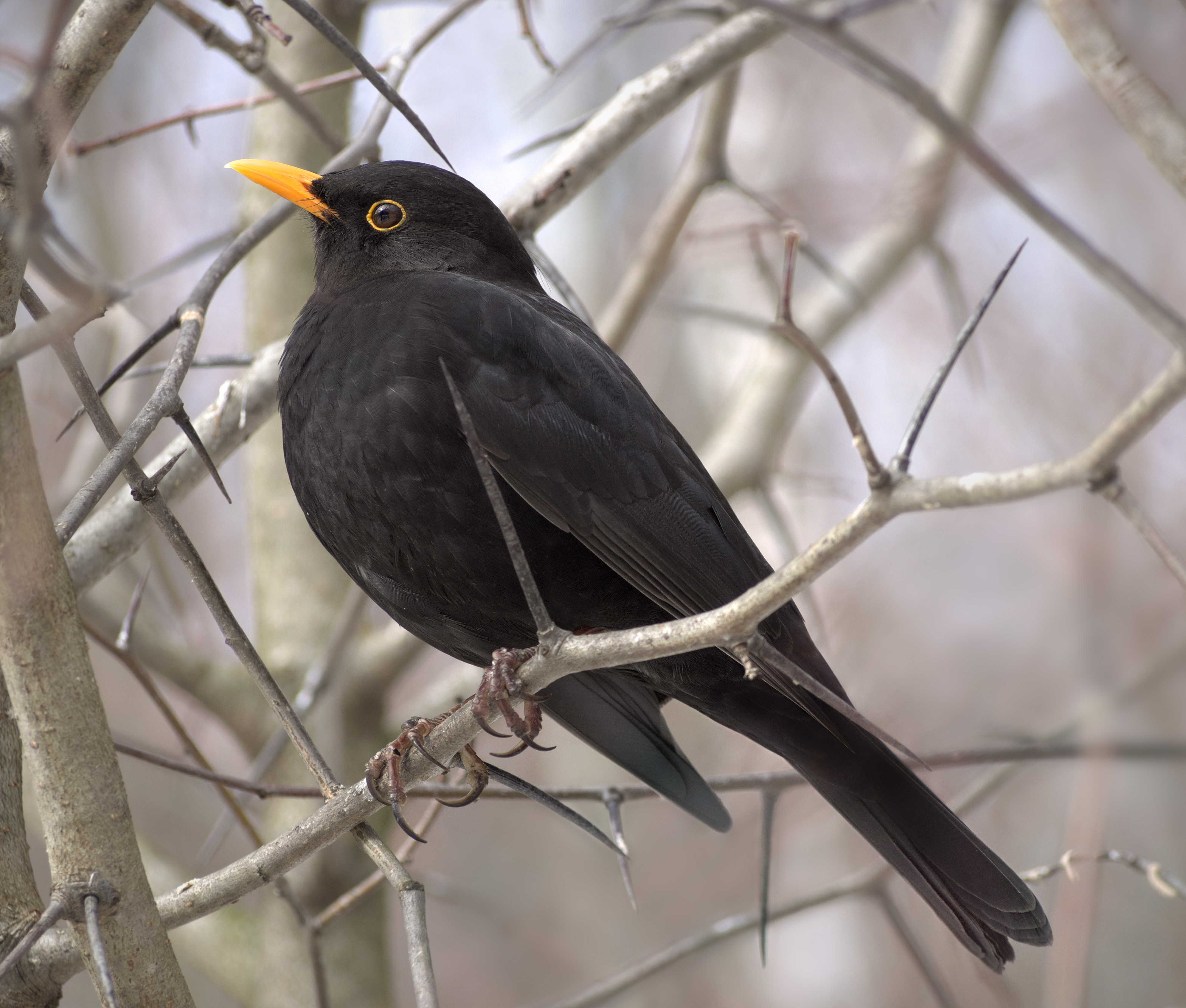
Merle noir

Turdus merula ont réduit la taille de leur couvée et nichent plus longtemps en réponse au manque de nourriture en milieu urbain. De plus, les mâles produisent des gonades plus tôt afin d’augmenter la période de reproduction. Enfin, ils ont un comportement plus sédentaire et migrent moins

## L’intérêt de la compréhension de ces espèces
Les écosystèmes urbains font l’objet d’un gain d’intérêt ces dernières années et de plus en plus d’études y sont consacrées. En effet, les écosystèmes urbains constituent aujourd’hui des laboratoires pour expériences à tailles réelles. L’ensemble de ces écosystèmes peuvent être considérés comme des réplications d’une seule expérience, à savoir l’impact qu’ils ont sur les organismes et leur relation avec ceux-ci.

### En écologie
Ils permettent d’observer des processus fondamentaux en écologie des populations, comme les dynamiques de colonisation à de petites échelles (la taille d’une ville dans ce cas-ci). Cela peut se faire par l’observation d’espèces exotiques qui prennent la place de niches occupées par des organismes indigène ou alors de populations indigènes naturelles qui s’adaptent aux niches urbaines.
De plus, dans le contexte actuel d’expansion urbaine mondiale et des dangers que cela comporte pour la faune, il est important de comprendre comment les populations animales s’adaptent et survivent aux milieux urbains qui sera sûrement dominant dans les années à venir. Cela permettra de prendre des mesures plus adéquates pour les protéger.

### En santé publique
D’autre part, cela donnera aussi l’opportunité de mieux gérer tous les organismes considérés comme nuisible pour la santé humaine et de limiter la propagation de maladie dont ils sont le vecteur.

### Villes durables et respectueuse
Un des défis majeurs de notre époque est de construire des villes à la fois résilientes aux changements environnementaux mais aussi qui prévoit une place pour la biodiversité. Des villes capables de supporter à la fois des populations humaines et non-humaines de manière naturelle. Comprendre le fonctionnement des espèces synurbiques pour les y intégrer et en maintenir des populations diversifiées permettrait de bénéficier des services écosystémiques qu’elles fournissent, notamment de lutter contre les propagations de maladie et d’avoir une plus grande productivité primaire.